# Yaya Adamou
Yaya Adamou (Maroua, 7 agosto 1982) è un ex cestista e allenatore di pallacanestro camerunese con cittadinanza russa.

## Palmarès
- ProB (2005)
- Kazakhstan League Forward of the Year (2010)